# Мікроцистини

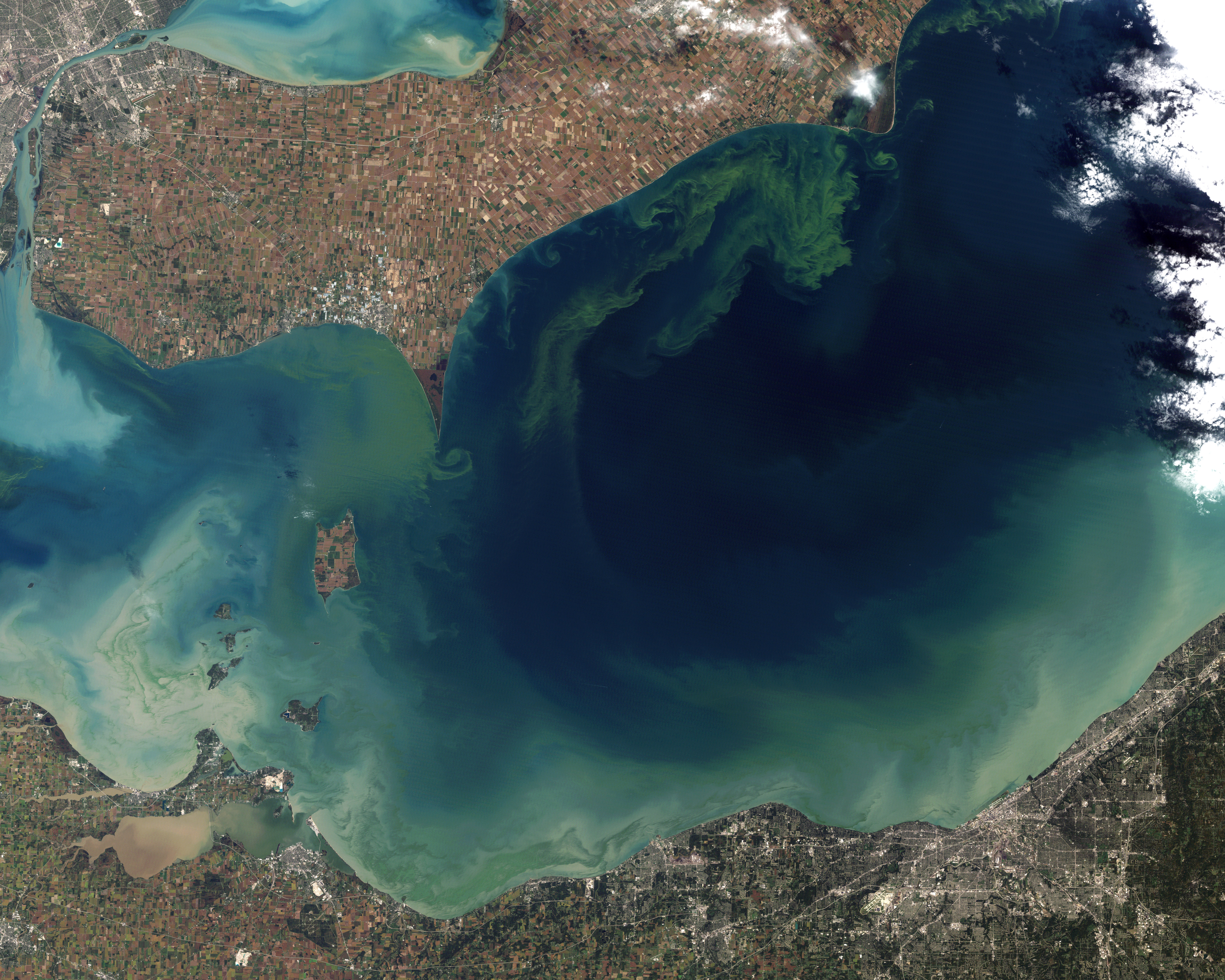
Озеро Ері у жовтні 2011 року підчас інтенсивного цвітіння ціанобактерій

Мікроцистини або ціаногінозини — клас токсинів, що виробляються певними прісноводними ціанобактеріями. На даний момент відкрито понад 50 різних мікроцистинів, із яких мікроцистин-LR є найпоширенішим. З точки зору хімії, вони є циклічними гептапептидами, виробленими завдяки синтазі нерибосомних пептидів.
Ціанобактерії можуть виробляти мікроцестин у великих кількостях під час цвітіння вод, що становлять серйозну загрозу для питної та зрошувальної води і навколишнього середовища загалом.

## Характеристика

Хімічна структура мікроцистину-LR

Мікроцистини — клас токсинів , що виробляються певними прісноводними ціанобактеріями; насамперед Microcystis aeruginosa, але також і іншими Microcystis та представниками родів Planktothrix, Anabaena, Oscillatoria і Nostoc.
Мікроцистин-LR є найтоксичнішою формою з понад 80 відомих токсичних варіантів, і одночасно є найвивченішим хіміками, фармакологами, біологами й екологами. Мікроцистиновмісне 'цвітіння' є проблемою для багатьох регіонів світу, включаючи Китай, Бразилію, Австралію, Південну Африку, США та велику частину Європи. Гребля Гартбіспорт у Південній Африці є одним з найзабрудненіших місць в Африці і, можливо, у світі.
Мікроцистини містять декілька незвичних непротеїногенних амінокислот, таких як похідні дегідроаланіну і незвичну β-амінокислоту ADDA. Мікроцистини з'єднуються ковалентним зв'язком із протеїнфосфатазами PP1 і PP2, пригнічуючи їх, і, таким чином, можуть викликати панстеатит.

## Вплив на людське здоров'я
Мікроцистини не руйнуються стандартними протеазами, як пепсин, трипсин, колагеназа і хімотрипсин, через їхню циклічну хімічну природу. Вони є гепатотоксинами, тобто здатні завдати серйозної шкоди печінці. Після ковтання мікроцистин потрапляє в печінку через систему транспортування жовчних кислот, де залишається більша його частина, хоча частина все ще залишається в кровотоці і може забруднити інші тканини.
Гострими наслідками для здоров'я від мікроцистину-LR є біль у животі, блювота та нудота, діарея, головний біль, утворення пухирців навколо рота, а після вдоху біль у горлі, сухий кашель та пневмонія.
Дослідження показують, що всмоктування мікроцистинів відбувається в шлунково-кишковому тракті. Крім того, було виявлено, що ці гепатотоксини пригнічують активність білкових ферментів фосфатази РР1 і РР2, викликаючи геморагічний шок, і було встановлено, що вони вбивають протягом 45 хвилин у дослідженнях на мишах.
Виявляється, застосування Рекомендацій EPA для оцінки ризику канцерогенезу недостатньо для оцінки канцерогенного потенціалу мікроцистинів. Кілька досліджень показують, що може існувати взаємозв'язок між раком печінки і колоректальним раком та появою ціанобактерій у питній воді в Китаї. Однак докази обмежені через обмежені можливості точної оцінки та вимірювання впливу.